# (7769) Okuni
(7769) Okuni ist ein Asteroid des Hauptgürtels, der am 4. November 1991 vom japanischen Astronomen Satoru Ōtomo am Observatorium in Kiyosato (IAU-Code 894) entdeckt wurde. Sichtungen des Asteroiden hatte es vorher schon gegeben: am 23. Oktober 1968 unter der vorläufigen Bezeichnung 1968 UY1, am 2. Dezember 1972 (1972 XH) und 18. Dezember 1976 (1976 YO5) sowie am 10. Dezember 1980 (1980 XW2) jeweils am Krim-Observatorium in Nautschnyj.
Der Asteroid gehört der Vesta-Familie an, einer großen Gruppe von Asteroiden, benannt nach (4) Vesta, dem zweitgrößten Asteroiden und drittgrößten Himmelskörper des Hauptgürtels. Die zeitlosen (nichtoskulierenden) Bahnelemente von (7769) Okuni sind fast identisch mit denjenigen von drei kleineren, wenn man von der Absoluten Helligkeit von 16,5, 16,9 und 16,8 gegenüber 13,1 ausgeht, Asteroiden: (184011) Andypuckett, (209209) Ericmarsh und (342107) 2008 SF70.
(7769) Okuni wurde am 9. Januar 2001 nach dem japanischen Amateurastronomen Tomimaru Ōkuni (* 1931) benannt.